# Littleton (Hampshire)
Littleton – wieś w Anglii, w Hampshire. Leży 4 km od miasta Winchester, 19,2 km od miasta Southampton i 100,5 km od Londynu. W 2015 miejscowość liczyła 867 mieszkańców. W 1961 roku civil parish liczyła 985 mieszkańców.